# Antequera (Spanje)

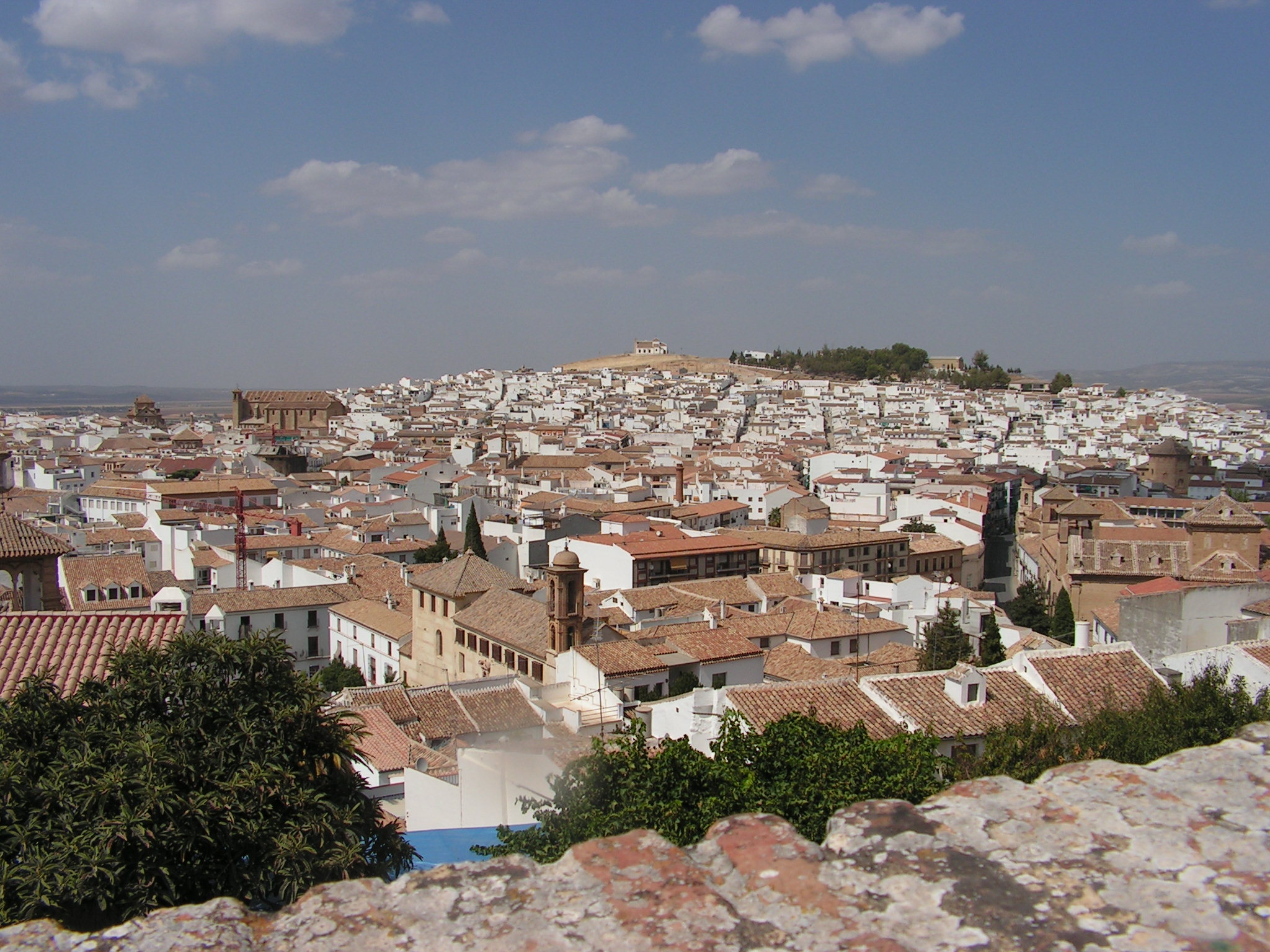
Uitzicht over Antequera

Antequera is een stad in Andalusië, Spanje. De stad ligt 47 km ten noorden van de stad Málaga, aan de voet van de bergketen El Torcal en El Arco Calizo Chimenea, 575 m boven zeeniveau. De stad kijkt uit over een vruchtbare vallei, aan de zuidzijde grenzend aan de Sierra de los Torcales en aan de noordzijde aan de rivier de Guadalhorce. De ligging van de stad is indrukwekkend: met vele overblijfselen van oude stadsmuren en een Moors kasteel dat op een overhangende rots boven de stad uittorent. De gemeente Antequera heeft een oppervlakte van 817 km², waarmee het niet alleen de grootste gemeente in de provincie Málaga is maar tevens een van de grootste in heel Spanje.
De gemeente Antequera heeft 41.000 inwoners. De stad Antequera zelf heeft ongeveer 30.000 inwoners; de rest van de inwoners is verdeeld over de dorpen Bobadilla Pueblo, Bobadilla Estación, Cartaojal, Los Llanos de Antequera, Cañadas de Pareja, Villanueva de Cauche, La Joya, Los Nogales, Puerto del Barco en la Higuera.
Antequera heeft een treinstation op de lijn tussen Sevilla (Station Sevilla-Santa Justa) en Almería.

## Demografische ontwikkeling
Bron: INE; 1857-2011: volkstellingen
Opm.: Aanhechting van Bobadilla (1857) en Villanueva de Cauché (1877); in 2010 werd Villanueva de la Concepción een zelfstandige gemeente

## Omgeving
In de directe omgeving van de stad ligt de zoutwaterlagune Fuente de Piedra, een van de weinige broedplaatsen van de flamingo (Phoeniccopterus ruber) in Europa.
Aan de overzijde van de rivier de Guadalhorce ligt de opmerkelijke Peña de los Enamorados ('Rots der Geliefden'), genoemd naar de legende van een jonge christen en zijn Moorse geliefde die samen van de rots sprongen terwijl zij werden achtervolgd door Moorse soldaten.
Het natuurgebied Torcal de Antequera is op 18 juli 1989 uitgeroepen tot natuurpark, waardoor het speciale bescherming geniet. De merkwaardige rotsformaties van het gebergte waren ooit zeebodem en zijn ontstaan door de opwaartse druk van vulkanische activiteit in combinatie met winderosie. Het gebied kent een bijzondere flora en fauna. Het relatief kleine gebied (11,7 km² binnen het natuurgebied) vormt een van de meest indrukwekkende kalklandschappen in heel Europa. In geologisch opzicht kan het gebied worden onderverdeeld in verschillende zones: Sierra Pelada, Torcal Alto, Torcal Bajo, Tajos en Laderas.
De Nacimiento del Río de la Villa: in dit dal ontspringt het riviertje dat door Antequera stroomt, aan de voet van het natuurpark El Torcal de Antequera. Deze plek is voor Antequera van zeer groot belang, aangezien hier het water uit de grond opborrelt dat door de stad voor haar drinkwatervoorziening wordt gebruikt. Daarnaast is de plek ingericht als recreatieplaats, met bankjes, een kunstmatig meertje en een camping.

## Economie
In vroegere tijden was de economie van de regio gebaseerd op de productie en verwerking van agrarische producten (olijven, graan en wol), evenals de vervaardiging van meubels. Tegenwoordig vormt het toerisme de belangrijkste bron van inkomsten, en het aantal internationale bezoekers neemt elk jaar toe. De musea in de stad bezitten zo'n 80% van alle kunstschatten in de provincie Málaga, zodat Antequera zich een van de culturele centra van Andalusië mag noemen.

## Bezienswaardigheden

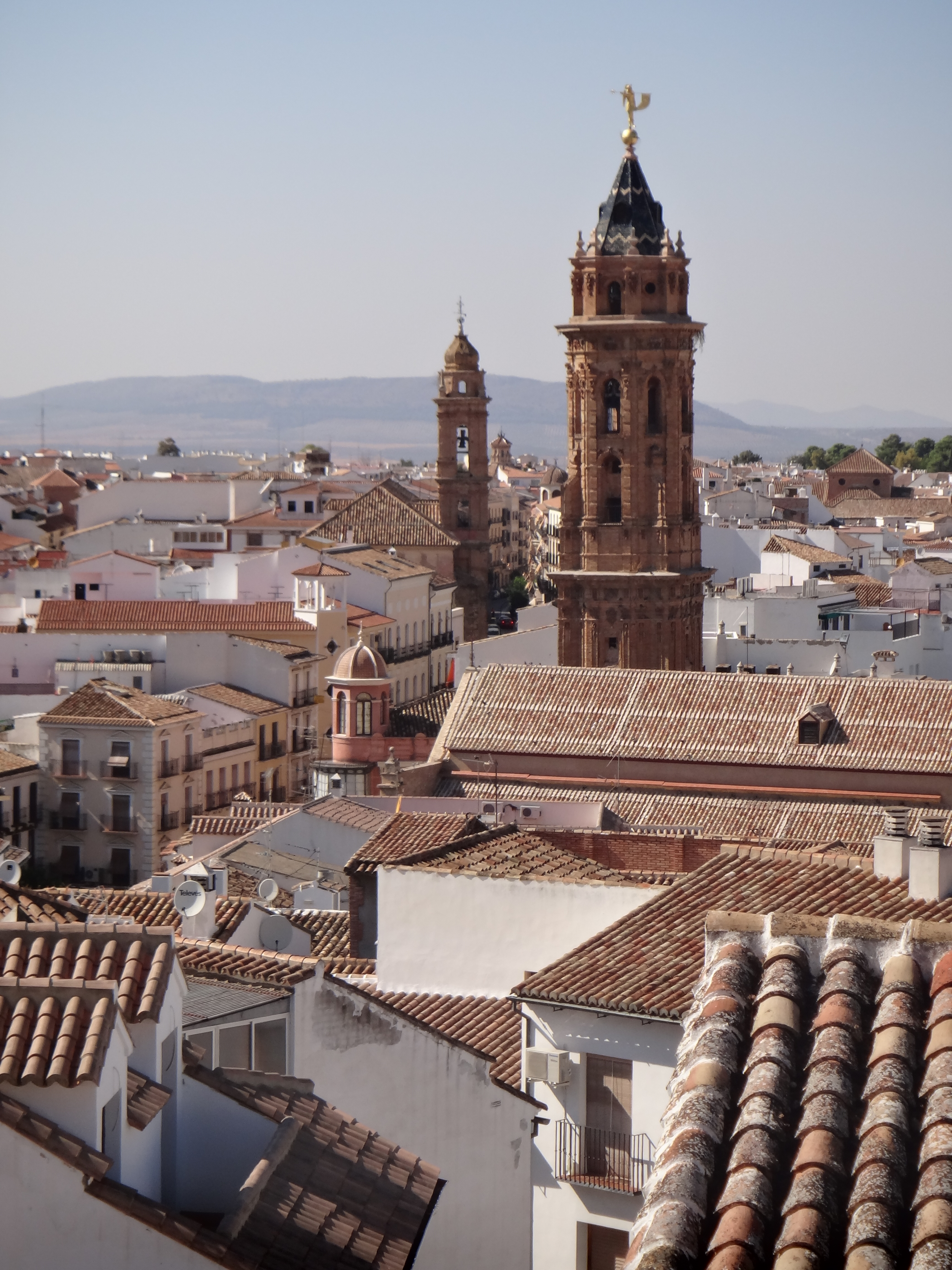
Uitzicht op Antequera

Belangrijke gebouwen zijn onder andere de vele prachtige kerken, het 18e-eeuwse paleis van Nájera, nu het Gemeentelijke Museum, en de Real Colegiata de Santa María la Mayor uit de vroege 16e eeuw, een nationaal monument dat over de gehele stad heen kijkt. Een andere kerk, de Iglesia del Carmen, is in 2008 geheel gerenoveerd. De kerk is een goed voorbeeld van de barokke architectuur waardoor veel kerken in Antequera worden gekenmerkt en doet nu dienst als museum.
De arena, daterend van 1848, is vanaf 1984 herbouwd in een stijl die de diverse architectonische invloeden van de stad weerspiegelt en wordt algemeen beschouwd als een van de mooiste arena's in Spanje.
Antequera bezit archeologisch waardevol erfgoed dat teruggaat tot 2.500 v.Chr. In de wijken ten oosten van de stad ligt een van de grootste grafheuvels van Spanje, de Dolmen de Menga daterend uit de Bronstijd, met ondergrondse kamers die tot een diepte van 20 m zijn opgegraven. Daarnaast kan men nog twee grafheuvels bezoeken: Dolmen de Viera en Dolmen del Romeral. De Dolmens van Antequera zijn sinds 2016 UNESCO werelderfgoed.
In 1998 werd bij toeval het bestaan van de Romeinse thermen ontdekt, aan de voet van de Real Colegiata de Santa María la Mayor, op een steile helling van het terrein. Het gaat om een openbaar thermencomplex met enkele constructies die gedateerd zijn rond het midden van de 1e eeuw na Christus. Ook aan de rand van de stad, wanneer men Antequera binnenkomt vanuit de richting van Málaga, zijn er resten van een thermencomplex gevonden. Vanaf de weg ziet men de resten van een 53 meter lang zwembad.
Op een heuvel in het historische stadsgedeelte verheft zich een Moorse vesting. Deze is van 2006 tot en met 2008 gerenoveerd en eind 2008 weer voor het publiek geopend. Het murenstelsel van deze islamitische medina bestaat uit twee delen: de 'Alcazaba' zelf, die de volledige heuveltop in beslag nam, en een tweede ring, die naar beneden loopt vanaf de Puerta de la Villa, doorliep tot aan de Postigo del Agua en de 'Puerta de Málaga' (Poort van Málaga), om dan terug te keren naar de Alcazabe, nabij de 'Torre Blanca' (Witte Toren), die dienstdeed als woontoren. De belangrijkste toren is de 'Torre del Homenaje', die vierkant van opzet is en die voornamelijk werd gebruikt door de soldaten. Men betreedt de toren via een valpoort met aan weerszijden twee enorme gladde zuilen. De toren beschikt over verschillende etages. Boven op de toren is in het jaar 1582, nadat Antequera was heroverd op de Moren, een klokkentoren gebouwd. De klokkentoren huisvest de grootste klokken van de stad.
Vlak bij de ingang van de Alcazaba staat de 'Arco de los gigantes'. Deze indrukwekkende triomfboog, ontworpen door de architect Francisco de Azurriola, werd gebouwd in het jaar 1585.

## Musea
Antequera beschikt over de volgende musea:
- Museo Municipal: Dit gemeentemuseum herbergt de belangrijkste kunstschatten van de stad.
- Museo Conventual de las Descalzas: Dit museum vertelt de geschiedenis van de vele kloosters die de stad rijk is.
- Museo Taurino: Dit stierenvechtersmuseum bevindt zich in de arena.
- Museo del aceite - Hojiblanca: Hojiblanca is een van de grootste olijfolieproducenten van Spanje. Het museum toont hoe olijven worden geoogst en verwerkt tot olijfolie.
- Museo de Usos y Costumbres San Benito: Een klein museum over de gebruiken en gewoontes van vroeger.
- Iglesia del Carmen: Deze kerk is een mooi voorbeeld van de barokstijl die bij veel kerken in Antequera werd toegepast.

## Evenementen
Elk voorjaar in juni vindt de Feria de Primavera plaats. Deze feesten staat in het teken van de landbouw. Er worden diverse wedstrijden gehouden, waaronder kuren met paarden van het pure Andalusische ras.
In de tweede helft van juli wordt het jaarlijkse Antequera Blues Festival georganiseerd, waar nationale en internationale artiesten optreden. De optredens zijn gratis en vinden meestal plaats in patio's en op pleinen.
Elke zomer in augustus vindt de Feria de Verano plaats.

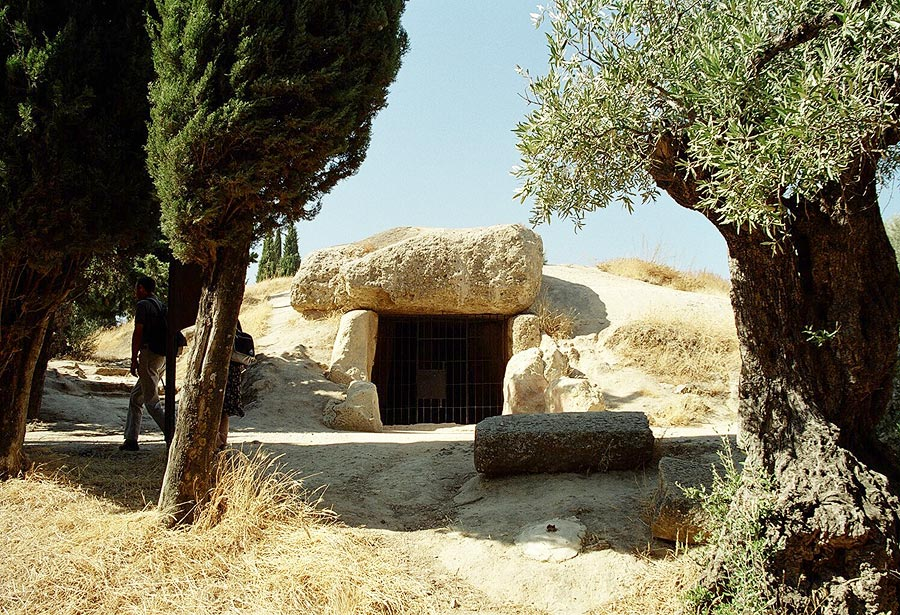
Dolmen de Menga
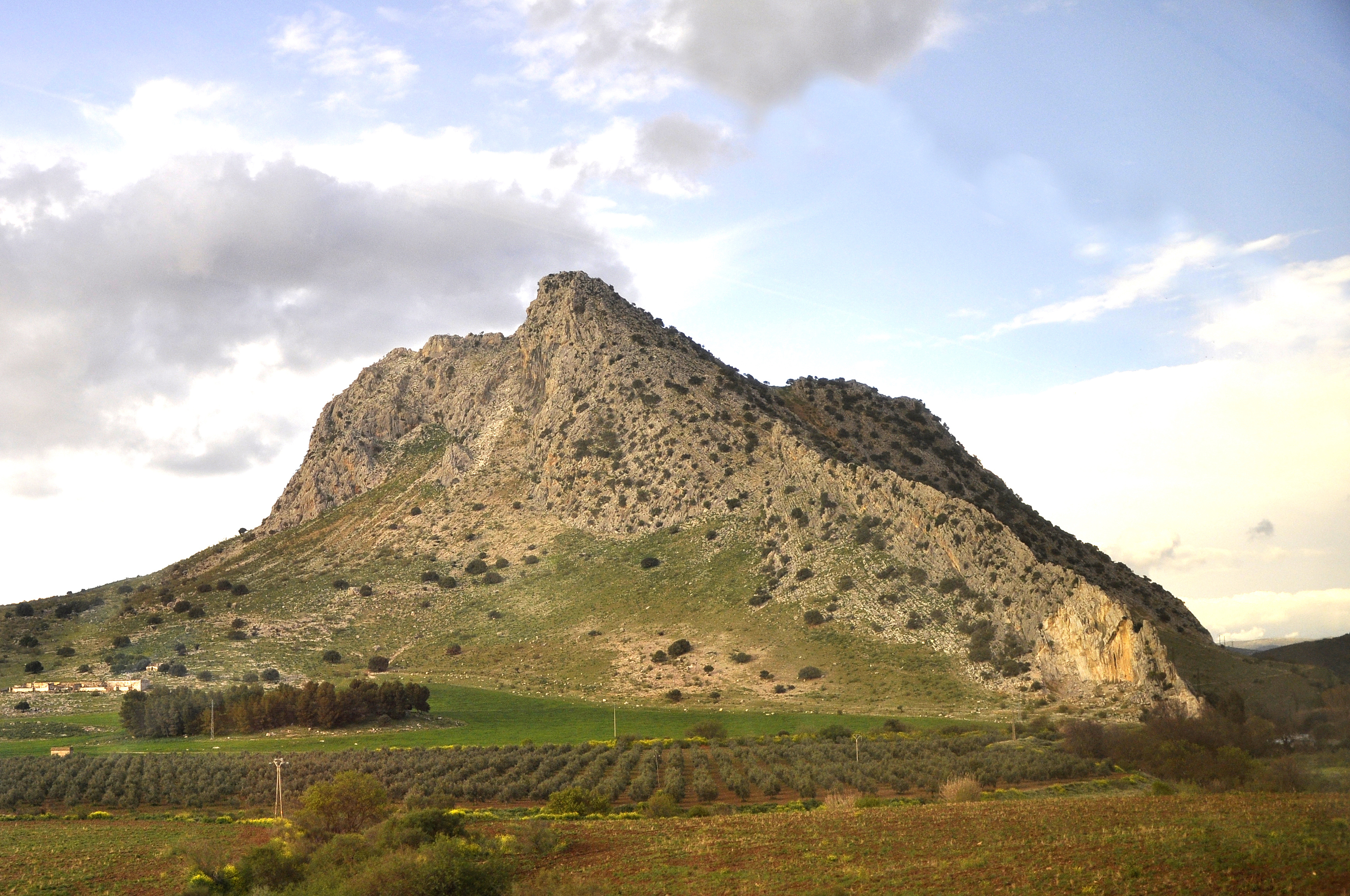
La Peña de los Enamorados (rots der geliefden)
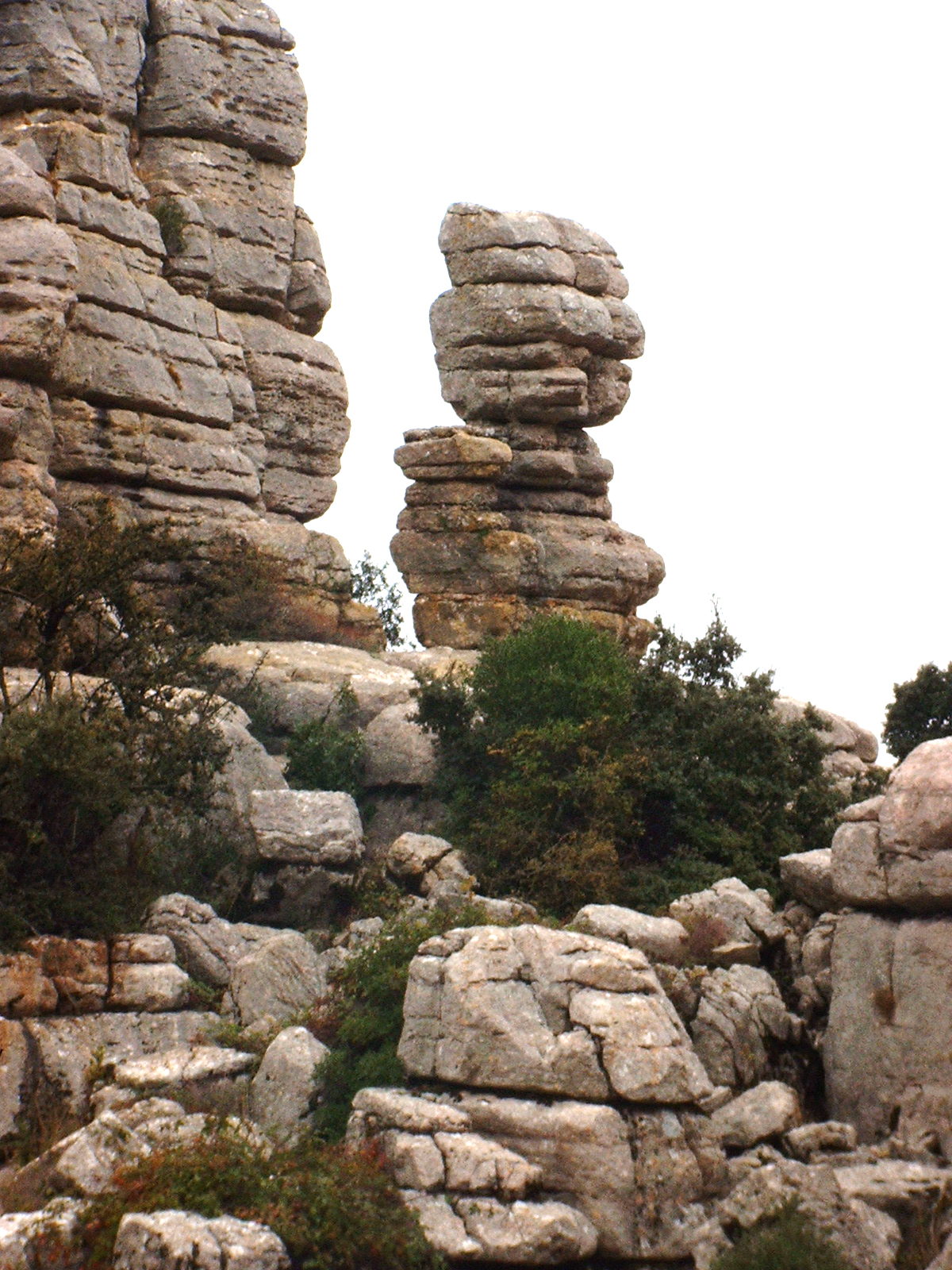
El Torcal
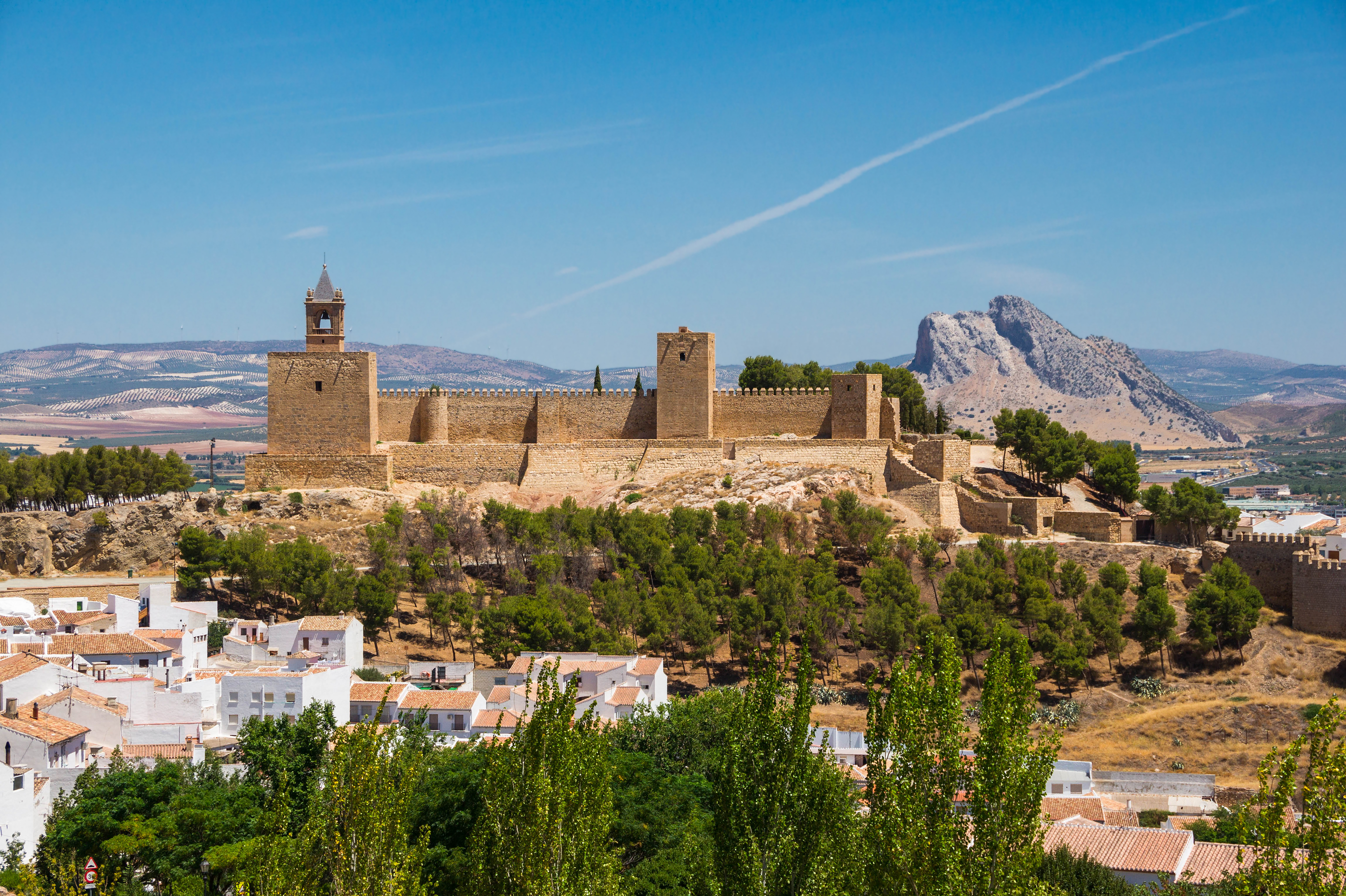
Alcazaba

## Geboren in Antequera
- Kiti Mánver (1953), actrice
- es:Juan de Pareja (ca. 1610-1670), kunstschilder